# GroenWit
GroenWit is een Nederlandse lokale politieke partij, die zichzelf aanduidt als sociaalprogressief en actief is in de gemeente Vlieland. De benaming verwijst naar de kleuren van het wapen en de vlag van Vlieland. De partij is in november 2013 opgericht in de aanloop naar de gemeenteraadsverkiezingen van 2014, door de leden van de PvdA-fractie. Deels omdat de plaatselijke partij-afdeling te weinig leden had, deels uit onvrede met besluiten van de PvdA-bewindslieden.  
Bij de gemeenteraadsverkiezingen van 2014 behaalde de partij twee, bij die in 2018 drie van de negen zetels. Met de nieuw gevormde partij NLV vormde GroenWit sinds mei 2018 de coalitie. De fractie telde sinds april 2019 twee leden: Gerard Pelgrim en Hedwig de Lang (fractievoorzitter). Henk Veerdig ging uit onvrede alleen verder. Elsje de Ruijter was namens GroenWit wethouder. Zij had o.a. in portefeuille Duurzaamheid, Sociaal Domein, Onderwijs, Sport, Volksgezondheid, Cultuur. 
Bij de gemeenteraadsverkiezingen van 2022 haalde GroenWit slechts 1 zetel. Hedwig de Lang is raadslid voor de partij. Wethouder De Ruijter nam op 13 juni afscheid. 